# Lucius Numerius Felix
Lucius Numerius Felix (vollständige Namensform Lucius Numerius Luci filius Felix) war ein im 2. Jahrhundert n. Chr. lebender Angehöriger der römischen Armee.
Durch eine Inschrift, die in Tarraco gefunden wurde, ist die militärische Laufbahn von Felix bekannt. Er diente als Centurio in den folgenden Legionen (in dieser Reihenfolge): in der Legio III Italica, die ihr Hauptlager in Castra Regina in der Provinz Raetia hatte, in der Legio XXII Primigenia, die ihr Hauptlager in Mogontiacum in der Provinz Germania superior hatte, in der Legio III Cyrenaica, die ihr Hauptlager in Bostra in der Provinz Arabia hatte, in der Legio XX Victrix, die ihr Hauptlager in Deva Victrix in der Provinz Britannia hatte und zuletzt in der Legio VII Gemina felix, die ihr Hauptlager in León in der Provinz Hispania Tarraconensis hatte.
Der Grabstein wurde durch seine Ehefrau Mamilia Prisca errichtet.

## Datierung
Die Laufbahn von Felix wird bei Stephen James Malone auf den Zeitraum zwischen 166, dem Jahr, in dem die Legio III Italica durch Mark Aurel (161–180) aufgestellt wurde, und 197, dem Jahr, in dem die Legio VII Gemina durch Septimius Severus (193–211) die Zusatzbezeichnung pia felix erhielt, datiert.